# John Neville
 Ikke at forveksle med John Neville (død 1420).
John Neville (2. maj 1925 – 19. november 2011) var en engelsk skuespiller. Han var kendt for have spillet Baron von Münchhausen.